# Общественный музей Милуоки
Общественный музей Милуоки (англ. Milwaukee Public Museum; сокр. MPM) — музей естественной истории в Милуоки, США.
Был основан в 1882 году и открыт для публики в 1884 году. Является некоммерческой организацией, управляемой предприятием Milwaukee Public Museum, Inc. Здание музей имеет три этажа с экспонатами и включает первый в штате Висконсин IMAX-кинотеатр.
Общественный музей Милуоки был одним из немногих крупных американских музеев, созданных в конце XIX века. Официально образованный в 1882 году, он имеет предысторию с 1851 года, со дня основания академии German-English Academy (ныне — University School of Milwaukee). Глава академии — Петер Энгельман (англ. Peter Engelmann), поощрял студенческие полевые выезды, в результате которых были собраны первые образцы органических, геологических и археологических артефактов, которые хранились в академии. Позже, уже выпускниками академии, музею дарились различные исторические и этнологические экспонаты.
К 1857 году коллекция академии выросла до такой степени, что Энгельман организовал в академии общество естественной истории, которое занималось классификацией и уходом за экспонатами. В итоге неофициальный «музей» стал превышать возможности академии по его размещению. Стимулом для организации самостоятельного музея стал городской олдермен Август Стирн (англ. August Stirn), который получил от легислатуры штата разрешение на создание «бесплатного общественного музея».
Сформированный попечительский совет нанял Карла Дорфлингера (англ. Carl Doerflinger), в качестве первого директора музея, и арендовал место для размещения его экспонатов. Для публики музей был открыт 24 мая 1884 года. До ухода в отставку в 1888 году, первый директор музея, кроме текущей деятельности, способствовал, приобретению городскими властями земельного участка, на котором можно было бы построить здание, которое предполагалось использовать для музея и библиотеки. Новое здание было построено в 1898 году. Учёный-антрополог Сэмюэл Барретт (англ. Samuel Barrett) руководил музеем в трудные годы Великой депрессии. Строительство нового современного здания музея началось в 1960 году и завершено в 1962. С 2010 года Общественным музеем Милуоки руководит директор Джей Уильямс (англ.  Jay B. Williams), ранее работавший в банковской сфере.